# Fire klaverstykker opus 13
Fire klaverstykker opus 13 is een verzameling werkjes van Eyvind Alnæs voor piano solo. Alnæs schreef deze stukjes om brood op de plank te hebben. In het dagelijks leven begeleidde hij zangers/zangeressen of stond hij als dirigent voor koren. Ze werden uitgegeven door Edition Wilhelm Hansen (nr. 899)
De vier stukjes hebben algemene omschrijvingen:
1. Hymne (in Andante)
2. Souvenir / Erinnerung (in poco Allegretto)
3. Albumblad / Albumblatt (in Andante moderato)
4. Cortege (in Moderato ma energico)